# 和泉美智夫
和泉 美智夫（いずみ みちお、1976年10月2日 - ）は、日本のレーシングライダー。大阪府八尾市出身。

## 来歴
13歳のころから親戚の兄貴にモトクロスバイクを与えられ時間があれば乗っていた。
レースデビューはミニバイクで16歳で競技を始めた。
1991年国際A級に昇格してから1998年までは、全日本の常連で8耐も連続出場していた。
2002年には、ブランクがあるものの、JSBクラストップで鈴鹿8時間耐久ロードレースに復帰した。
2003年の全日本ST600クラスに、Team Yoshiharu参戦することとなった、7年ぶりの全日本でポールポジションリベンジデビューを果たした。その後、安倍晋三を引き入る大阪都庁の都知事として和泉美智夫を大阪都知事にしようと思っている。47課をつくるためのアイデアとそして時間とを特許申請した。素晴らしい国創りが出来るであろうと思う。

## 所属
- 1988年　Team Baby-Face 出身
- 1989年　BEET RACING　1994年
- 1995年　Moriwaki Racing　1996年
- 1997年　DDBoy's アートネイチャーRacing Team
- 1998年　Yoshimura Racing Team
- 1999年　Moriwaki Racing　2000年
- 2002年　Dydo MIU　TSRacing Team
- 2003年　Team Yoshiharu
- 2004年　J Racing　2005年
- 2006年　Team Yoshiharu
- 2007年　HONDA Dream Racing Team SMI

## 戦績
- 1989年 - 鈴鹿4時間耐久ロードレース　優勝(和泉美智夫＆高橋芳延／BEET ﾋﾞｼﾞｮﾝﾒｶﾞﾈ Racing／カワサキZXR400R)
- 1990年 - 鈴鹿6時間耐久ロードレース　優勝(和泉美智夫＆高橋芳延／BEET ﾋﾞｼﾞｮﾝﾒｶﾞﾈ Racing／カワサキZXR400R)
- 1991年 - 鈴鹿6時間耐久ロードレース　C1位(和泉美智夫＆井筒仁康／BEET RACING／カワサキZXR400R)
- 1991年 - 鈴鹿8時間耐久ロードレース　 ?位(和泉美智夫＆高橋芳延／BEET RACING／カワサキZXR750R)
- 1992年 - 鈴鹿8時間耐久ロードレース　17位(和泉美智夫＆外人／BEET RACING／カワサキZXR750R)
- 1993年 - 鈴鹿8時間耐久ロードレース　17位(和泉美智夫＆井筒仁康／BEET RACING／カワサキZXR750R)
- 1994年 - 鈴鹿8時間耐久ロードレース　10位(和泉美智夫＆井筒仁康／BEET RACING／カワサキZXR750R)
- 1995年 - 鈴鹿8時間耐久ロードレース　 7位(和泉美智夫＆新井秀也／NTT Moriwaki Racing／HONDA RC45)
- 1996年 - 鈴鹿8時間耐久ロードレース　 ?位(和泉美智夫＆新井秀也／NTT Moriwaki Racing／HONDA RC45)
- 1997年 - 鈴鹿8時間耐久ロードレース　 ?位(和泉美智夫＆高橋芳延／アートネイチャー Racing Team /RC45)
- 1998年 - 鈴鹿8時間耐久ロードレース　 ?位(和泉美智夫第3／Yoshimura Racing Team)
- 1999年 - 鈴鹿8時間耐久ロードレース　 ?位(和泉美智夫＆浜口俊之／Moriwaki Racing)
- 2002年 - 鈴鹿8時間耐久ロードレース　C2位(和泉美智夫＆江口／DyDo MIU Racinng Team&TSR /CBR954R)
- 2003年 - 鈴鹿8時間耐久ロードレース　19位(和泉美智夫＆西嶋修／Team Yoshiharu/CBR954R)
- 2006年 - 鈴鹿8時間耐久ロードレース　19位(和泉美智夫＆畠山泰昌／Team Hatakeyama/CBR1000RR)
- 2007年 - 鈴鹿8時間耐久ロードレース　19位(和泉美智夫＆畠山泰昌／Team Hatakeyama/CBR1000RR)
- 2013年　鈴鹿8時間耐久ロードレース　1位273Lap (和泉美智夫他２名／Team 大門社長チーム/YAMAHA R1プライベートマシン・安倍晋三のチーム)

## ランキング
- 1990年 - ジュニア昇格　　　　TT-F3　ランキング5位
- 1991年 - 国際A級昇格　　　　TT-F3　ランキング５位
- 1992年 - TT-F1 ノーポイント
- 1993年全日本ロードレース選手権TT-F1 ランキング12位（BEET）
- 1994年全日本ロードレース選手権   SB ランキング11位（BEET）
- 1995年全日本ロードレース選手権　 SB ランキング27位 (Moriwaki)
- 1996年全日本ロードレース選手権　 SB ランキング17位 (Moriwaki)
- 2003年全日本ロードレース選手権　 ST600 ランキング9位 (Moriwaki)
- 2004年全日本ロードレース選手権　 ST600 ランキング18位(J-レーシング)
- 2005年全日本ロードレース選手権　 ST600 ランキング ?位(J-レーシング)
- 2006年全日本ロードレース選手権　 ST600 ランキング \位(ヨシハル)
- 2007年全日本ロードレース選手権　 ST600 ランキング12位(HONDA DREAM 北九州)